# Comuna de Dominowo
Dominowo (polaco: Gmina Dominowo) é uma gminy (comuna) na Polónia, na voivodia de Grande Polónia e no condado de Średzki. A sede do condado é a cidade de Dominowo.
De acordo com os censos de 2004, a comuna tem 2878 habitantes, com uma densidade 36 hab/km².

## Área
Estende-se por uma área de 79,32 km², incluindo:
- área agricola: 85%
- área florestal: 7%

## Demografia
Dados de 30 de Junho 2004:
|                      | Total   | Total | Mulheres | Mulheres | Homens  | Homens |
| -------------------- | ------- | ----- | -------- | -------- | ------- | ------ |
|                      | pessoas | %     | pessoas  | %        | pessoas | %      |
| População            | 2856    | 100   | 1457     | 51       | 1399    | 49     |
| Densidade (pop./km²) | 36      | 100   | 18,4     | 18,4     | 17,6    | 17,6   |

De acordo com dados de 2002, o rendimento médio per capita ascendia a 1289,26 zł.

## Comunas vizinhas
- Kostrzyn, Miłosław, Nekla, Środa Wielkopolska, Września